# إغناثيو إليزوندو
إغناثيو إليزوندو (بالإسبانية: Ignacio Elizondo) هو عسكري إسباني، ولد في 9 مارس 1766 في New Kingdom of León ‏، وتوفي في 2 سبتمبر 1813 في سان ماركوس في الولايات المتحدة.